# Pararge kurilensis
Pararge kurilensis är en fjärilsart som beskrevs av Matsumura 1928. Pararge kurilensis ingår i släktet Pararge och familjen praktfjärilar. Inga underarter finns listade i Catalogue of Life.